# ティトゥス・アエブティウス・ヘルウァ
ティトゥス・アエブティウス・ヘルウァまたはエルウァ（ラテン語: Titus Aebutius HelvaまたはElva、生没年不詳）は共和政ローマ初期の政治家・軍人。紀元前499年に執政官（コンスル）を務めた。

## 出自
パトリキ（貴族）であるアエブティウス氏族の出身で、氏族としてはヘルウァが最初の執政官である。紀元前463年の執政官ルキウス・アエブティウス・ヘルウァは息子である。

## 執政官
紀元前499年、ヘルウァは執政官に就任。同僚執政官はガイウス・ウェトゥリウス・ゲミヌス・キクリヌスであった。ティトゥス・リウィウスは、この年にローマ軍フィデナエを包囲し、クルストゥメリウム（en）を占領し、またプラエネステ（現在のパレストリーナ）がローマ側についたとする。しかし、両執政官がこれらの事項のどれに関与していたかは不明である。

## レギッルス湖畔の戦い
共和政ローマの設立以来、ローマとラティウム同盟の間の敵意が増加し、戦争の可能性が高まっていた。ヘルウァが執政官を務めた翌年の紀元前498年、戦争に備えてアウルス・ポストゥミウス・アルブス・レギッレンシスが独裁官（ディクタトル）となり、ヘルウァはそのマギステル・エクィトゥム（騎兵長官）となった (リウィウスは同年の前499年としている)。両者はラティウムに侵攻し、トゥスクルム（en）の独裁官オクタウィウス・マミリウス（en）が率いるラティウム同盟軍と戦闘となった。
戦闘の途中、ヘルウァとマミリウスはお互いを馬上に認め、一騎打ちを行ったが両者共に負傷した。マミリウスは胸に傷を負い後方に退いたが、ヘルウァもマミリウスの槍で腕に重傷を負い、後方から軍の指揮を執らざるをえなくなった。この後マミリウスはティトゥス・ヘルミニウス・アクィリヌスに討ち取られるが、アクィリヌスも戦死した。戦争はローマの決定的勝利に終わった。

## その後
ディオニュシオスによると、紀元前493年頃にプレブスが立て籠もった聖山事件において、元老院が派遣した10人の使者の中に、ティトゥス・アエブティウス・フラウスの名が見える。これはティトゥス・ラルキウス・フラウスと混じってしまったためでヘルウァの事ではないかとする者もいる。また彼はヘルウァ (Helva)の事をエルウァ (Elva)とも書いている。

## 参考資料
1. ↑  ディオニュシオス『ローマ古代誌』p.404
2. 1 2  Dictionary of Greek and Roman Biography and Mythology, William Smith, Editor
3. 1 2  リウィウス『ローマ建国史』、ii. 19.
4. ↑  リウィウス『ローマ建国史』、ii. 18-20.
5. ↑  ディオニュシオス『ローマ古代誌』、v. 58, vi. 2, 4, 5, 11.
6. ↑  T. R. S. Broughton (1951, 1986). The Magistrates of the Roman Republic Vol.1. American Philological Association. p. 15-16
7. ↑  ディオニュシオス『ローマ古代誌』、vi. 2